# Cementeras del Pital
Cementeras del Pital är en ort i Mexiko.   Den ligger i kommunen San Rafael och delstaten Veracruz, i den sydöstra delen av landet, 250 km öster om huvudstaden Mexico City. Cementeras del Pital ligger 10 meter över havet och antalet invånare är 1 247.
Terrängen runt Cementeras del Pital är platt. Runt Cementeras del Pital är det ganska tätbefolkat, med 185 invånare per kvadratkilometer. Närmaste större samhälle är Puntilla Aldama, 1,8 km nordväst om Cementeras del Pital. Omgivningarna runt Cementeras del Pital är en mosaik av jordbruksmark och naturlig växtlighet.